# Dürnbach (Schmida)
Der Dürnbach ist ein rechter Zubringer zur Schmida bei Frauendorf an der Schmida in Niederösterreich.
Der Dürnbach entspringt nordwestlich von Oberdürnbach im Würfelmaiß, einem Waldgebiet in der Geländestufe vom Waldviertel ins Weinviertel. Er fließt in östliche Richtung nach Oberdürnbach ab und danach weiter nach Unterdürnbach. Von Unterdürnbach erreicht er nach rund 4 Kilometer freier Fließstrecke südlich von Frauendorf die Schmida, in die er einmündet. Sein Einzugsgebiet umfasst 11,1 km² in weitgehend offener Landschaft, nur sein Quellgebiet ist mit Bäumen bestanden.